# Langue des signes yougoslave
Ne doit pas être confondu avec Langue des signes croate.
La langue des signes yougoslave est une langue des signes utilisée par les sourds et leurs proches dans les pays qui formaient la Yougoslavie.

## Histoire
Cette langue des signes a ses origines dans la langue des signes enseignée dans les écoles pour sourds d'Autriche et de Hongrie. Les premières écoles pour sourd de la région ont ouvert leurs portes en 1840.
Des efforts ont été faits depuis 1979 pour standardiser la langue, mais depuis l'éclatement de la fédération yougoslave au début des années 1990, chaque pays nouvellement formé tend à distinguer sa variété des autres et lui donne son propre nom : srpski znakovni jezik en Serbie, slovenski znakovni jezik en Slovénie, македонски знаковен јазик (makedonski znakoven jazik), en Macédoine du Nord, etc. La norme ISO 639-3 n'a pas encore pris en compte ces changements et considère toutes ces langues comme faisant partie de la langue des signes yougoslave, à l'exception de la langue des signes croate.

## Caractéristiques
Il existe des variétés régionales, mais l'intercompréhension est bonne. L'alphabet manuel utilisé est similaire à celui de la langue des signes française.

## Utilisation
La langue des signes yougoslave est utilisée par environ 11 000 personnes dans le monde, dont 10 000 en Serbie et 1 000 en Slovénie en 2014.
Pour la Slovénie, Debecv et al. estiment le nombre de signants à 2 500-3 000 en 2004 et l'Association slovène des sourds et malentendants donne le chiffre de 863 signants.
Il y aurait une centaine d'interprètes en 2014, dont 40 en Serbie et au Monténégro, 44 en Slovénie et 4 en Bosnie-Herzégovine.
Les employés de l'Agence serbe des télécommunications (en) (RATEL) apprennent la langue des signes yougoslave comme seconde langue.
Cette langue des signes est utilisée à la télévision, dans des vidéos ainsi qu'au théâtre et en poésie.

## Reconnaissance légale
La langue des signes yougoslave, ou plutôt le nom particulier que lui donne chaque pays, est reconnue en Slovénie par la loi no 4810 du 5 novembre 2002 et la section 1 de la loi no 96 de 2006, par le parlement kosovar lors de sa 146e réunion, le 29 septembre 2010 et par le parlement serbe le 28 avril 2015.

## Associations
L'Association slovène des sourds et malentendants (Zveza društev gluhih in naglušnih Slovenije, ZDGNS) est fondée en 1931,, l'Association des sourds et malentendants pour la Serbie et le Monténégro (Savez gluhih i nagluvih Srbije i Crne Gorele) le 14 octobre 1945 et l'Association des sourds et malentendants de la Bosnie-Herzégovine (Savez Gluhih I Nagluhih Bosne I Hercegovine) en 1947. Il existe également l'Union nationale des sourds et malentendants de Macédoine (Nacionalen Sojuz na gluvi i nagluvi na Makedonija).